# Хипоксија
Хипоксија (лат. hypoxia) је стање смањене количине или снижење парцијалног притиска кисеоника, односно смањење молекуларне концентрације кисеоника у ћелијама и ткивима живих организама, које има за последицу поремећај у функционисању ћелија органа и органских система. Она је снажан стресор, који испољава своје нежељено дејство на све организационе нивое човековог организма. Хипоксија као пратећа појава исхемије један од најчешћих узрока оштећења ћелија и у основи је неких од најчешћих поремећаја здравља (нпр. инфаркт миокарда, цереброваскуларни инсулт, гангрена екстремитета итд)
Досадашња истраживања су показала да хипоксија, као интензиван стресор, мења психофизички статус и физиолошке процесе у свакој јединки. Промене су утолико израженије и теже уколико је хипоксија интензивнија, а индивидуална способност јединке да се на њу прилагоди сужена. Зато хипоксија делује неједнако на различита ткива иако су подједнако изложена њеном дејству. Од свих ткива, нервно ткиво је као највећи „потрошач“ кисеоника најосетљивије на његов недостатак и најчешће прво страда под утицајем хипоксије. Међутим и нервне ћелије различитих структура централног нервног система различито реагују на недостатак кисеоника, јер се њихова функционална постојаност снижава од виших према нижим структурама мозга. Зато у условима хипоксије долази до систематског раслојавања психичких функција и то према њиховој филогенетској старости.
Губљење и раслојавање психичких функција иде упоредо са искључивањем њихових функционално-анатомских корелата, односно нервних структура. Прво се раслојавају филогенетски најмлађе психичке функције, односно, прво се искључују филогенетски најмлађе нервне структуре. Тако при потпуном прекиду дотицања кисеоника у мозак, знаке поремећаја функција великих хемисфера уочавамо након 2,5 до 3 минута, у нижим структурама мозга, након 10 до 15 минута, а у ганглијама симпатичког нервног система након 60 минута. При томе делови ЦНС који су у ексцитабилној фази брже страдају од оних који су у фази инхибиције. Зато можемо закључити да су на хипоксију најотпорније филогенетски најраније настале структуре и функције.

Ефекти хипоксичних, па самим тим и исхемичних оштећења су привремена (реверзибилна) ако је трајање хипоксије ограничено. Међутим, када је хипоксија дуготрајна (перзистентна) захваћене ћелије постају иреверзибилно оштећене, тј постају некротичне упркос реперфузији уз помоћ артеријског крвотока. Све метаболичке промене које су по дефиницији настале као последица реверзибилних хипоксичних ћелијских оштећења, ако су значајно, велике, могу изазвати трајна (иреверзибилна) оштећења ткива и ћелија па и њихову смрт.

## Хипоксијско и исхемијско оштећење
| Врсте       | Дефиниција                                                                  | Узроци |
| ----------- | --------------------------------------------------------------------------- | --- |
| Хипоксија   | Смањено снабдевање ткива кисеоником                                         | Исхемија, анемија, болести плућа, смањен парцијални притисак кисеоника у атмосферском ваздуху, немогућност искоришћавања кисеоника из крви (тровање угљен-моноксидом, тровање цијанидима), физички напор итд. |
| Исхемија    | Недовољно снабдевање ткива крвљу (не задовољава метаболичке потребе ткива). | Атеросклероза, тромбо-емболија, хипотензија, спољна компресија крвног суда тумором, едемом и сл, емболија туморским ћелијама, амнионском течношћу, паразитима итд, крвављење, тахикардија \|display-authors= et al. |
| Хипоксемија | Смањен парцијални притисак кисеоника у крви                                 | Смањен садржај кисеоника у удахнутом ваздуху, алвеоларна хиповентилација (астма, ХОБП, депресија респираторног центра, опструкција ваздушних путева, мишићна слабост), поремећај размене гасова на алвеоло-капиларној мембрани, поремећај односа вентилација/перфузија, \|display-authors= et al. |
| Аноксија    | Потпуно одсуство кисеоника у ткиву                                          | Повреде које настају запушење дисајних путева (запушење носа и уста, запушење ждрела и гркљана, запушење душника и душница, утопљење, повреде које настају стезањем (загушење-стезање врата шаком односно шакама, задављење-стезање врата омчом коју затеже нека жива или нежива сила, вешање-стезање врата омчом коју пасивно затеже тежина сопственог тела, стезање или притисак на грудни кош у току неких хируршких захвата или у разним облицима шока. |

## Узроци настанка хипоксије
Узроци настанка хипоксије укључују следеће поремећаје у размени гасова:

### Недовољна количина кисеоника у удахнутом ваздуху
Недовољна количине кисеоника у атмосфери изазива пад парцијалног притиска кисеоника у удахнутом ваздуху, и има за последицу смањење оксигенације хемоглобина у плућним капиларима. Код овог поремећаја у свим етапама транспорта кисеоника у организму његове вредности су смањене, тј значајно су ниже од физиолошких, које су наведених у доњој табели, и могу настати због загађења атмосфере издувним гасовима, парама, димом и другим испарењима, у току боравка на високим планинама, у току инцидената у рудницима и подземним јамама, у ваздухопловству, космичким летовима, подводним активностима итд.
Концентрација гасова у ваздуху и крви
| Гас           | Ваздух атмосфера — алвеоле (парцијални притисак у кРа) | Крв артерије — вене (парцијални притисак у кРа) |
| ------------- | ------------------------------------------------------ | ----------------------------------------------- |
| Кисеоник      | 20,6 — 13,5 (158) — (158)                              | 12.5 — 5,3 (95) — (40)                          |
| Угљен-диоксид | 0.04 — 5,3 (0,3) — (40)                                | 5,3 — 6,1 (40) — (46)                           |
| Азот          | 79,6 — 76,2 (597) — (572)                              | 76,2 — 76,2 (572) — (572)                       |
| Водена пара   | 0,7 — 6,3 (5) — (47)                                   | 6,3 — 6,3 (47) — (47)                           |

Хиповентилација такође има за последицу смањену вентилацију и пад парцијалног притиска кисеоника у алвеолама, што има за последицу смањено засићење хемоглобина кисеоником. Овај поремећај је чест код хиперкапније,(изазване поремећајем рада дисајног центра, оштећења моторних путева у кичменој мождини, слабости мускулатуре грудног коша због миастеније или тровања курареом итд.)
Експериментална хипоксија је вештачки изазван пад парцијалног притиска кисеоника у атмосферском ваздуху. Ова врста недовољне количине кисеоника у удахнутом ваздуху (која се спроводи се у строго контролисаним условима под надзором лекара) постиже се; разређењем ваздуха у барокоморама или удисањем смеше гасова са смањеном количином кисеоника код човека или животиња, (нпр.90% азота и 10% кисеоника).

### Болести плућа
Сужење дисајних путева
Болести плућа у току којих долази до сужење промера дисајних путева (као што је спазам, оток слузокоже, накупљање секрета, страна тела или туморозне израслинама), редовно прати и појава хипоксије
Задебљање или смањење површине алвеоларне мембране
Болести плућа, праћене смањеном разменом кисеоника кроз алвеоларну мембрану због њеног задебљања, присуства секрета и крви у алвеолама или смањење укупне површине алвеоларне мембране (одстрањењем дела плућа из функције након оперативних захвата на плућима туберкулозе, тумора и емфизема), један су од могућих узрока хипоксије.
Срчани шантови
Десно-леви срчани шантови, код којих око 1% крви из системске циркулације заобилази оксигенацију у плућима и прелази директно у плућне вене, смањују засићење кисеоником крви у њима. У случају урођених поремећаја на срцу и великим крвним судовима наведени проценат је знатно већи, а засићење крви кисеоником веома слабо (феномен „blue baby“). У ову групу спада и поремећај плућне циркулације са мешањем неоксигенисана (венска) крви (артеријском) оксигенисаном крви.
| Болести пућа у којима је један од главних поремећаја хипоксија |           |            |             |
| Емфизем                                                        | Бронхитис | Пнеумонија | Туберкулоза |

### Поремећај транспорта кисеоника до ткива и ћелија
- анемија и поремећаја у структури хемоглобина
- општа инсуфицијенција циркулације, праћена смањењем минутног волумена срца (срчани застој, поремећај ритма срца),
- поремећаја периферне циркулације (изазван спазмом, тромбозом, атеросклерозом, емболијом, упалним процесима периферних крвних судова). Код ове хипоксије долази до ткивне асфиксије због ниског парцијалног притиска кисеоника и високе вредности угљен-диоксида.
- оток ткива

### Неспособност ткива и ћелија да користе кисеоник
- тровањем изазваних оштећења метаболичких процеса у ћелији,
- недостатак ћелијских ензима изазван смањеном количином витамина Б.

### Несклад између количине и потреба ћелија за кисеоником изазван великом потрошњом
С обзиром да се током физичке активности потребе за енергијом вишеструко повећавају, потрошња кисеоника се повећава и до 20 пута, а проток кисеоника кроз мишиће може бити око 100 пута већи него у миру, сматра се да вежбање изазива и повећано стварање реактивних кисеоничних и азотних врста (енгл. Reactive Oxygen and Nitrogen Species - RONS), претећи да наруши редокс равнотежу и изазове оксидациони стрес и пратећу хипоксију.
Колику ће хипоксију праћену оксидационим стресом изазвати појединачни тренинг зависи од низа фактора, између осталог од типа (аеробни или анаеробни), интензитета и трајања физичке активности, од пола, узраста, навика у исхрани, узимања лекова и суплемената, здравља, нивоа тренираности испитаника.

## Патофизиологија
Према подацима из литературе ефекат хипоксије је веома комплексан поремећај који нарушава ћелијски метаболизам на много различитих начина. Главну улогу има ограничена резерва гликогена, која је у основи повезан са падом продукције аденозин трифосфата (АТП), који је неопходан за одржање стабилности ћелије. У овим условима озбиљно је нарушен интегритет ћелијске мембране и равнотежа њених оксидо-редукцијских система.
Под аеробним условима гликолизе (преко Кребсовог циклуса и оксидативне фосфорилације) из једног молекула глукозе настаје 38 молекула аденозин трифосфата (АТП). АТП даје енергију неуроналној мембранској пумпи која држи интерну концентрацију калијума на високом, а натријума, калцијума и хлорида ниском нивоу. Та јонска сегрегација је физиолошка база за интранеуронску комуникацију. Недостатком глукозе и кисеоника сламају се сви процеси зависни од аденозин трифосфата. При потпуној (комплетној) хипоксији ћелије потроше свој гликоген и све залихе АТП-а у року од 10 минута. Ћелије се тада прелазе на анаеробни метаболизам, који доводи до снижења пХ. У одсуству АТП-а ремети се функција јонске пумпе, натријум и хлор улазе у ћелију, а вода то пасивно прати, резултат је цитотоксични унутарћелиајски едем (оток). Ћелија бубри, пуца и ослобађа свој цитосол у интерстицијални простор.
Зато се у условима хипоксије и исхемије јављају многе структурне и функционалне промене нарочито у високо диференцираним ћелијама бубрега, срца и ЦНС, као последица губитка функције ћелијске мембране, што представља и примарни догађај у генези ћелијских оштећења у овим условима. Међутим до данас није позната основа механизама због којих настаје мембранска дисфункција.
У овом сложеном процесу потребно је истаћи постојање следећих потенцијалних механизама: поремећај јонске хомеостазе, пероксидацију мембранских липида, унакрсно повезивање мембранских протеина, повећану разградњу фосфолипида, значајну продукцију слободних радикала.

### Поремећај јонске хомеостазе
Живе ћелије опстају у еквилибријуму са спољашњом средином, а пасивним и активним механизмима одржавају бројне електрохемијске градијенте карактеристичне за разлику између унутарћелијског и ванћелијског миљеа. Поремећај ових градијената на плазма мембрани је критични догађај у леталном оштећењу ћелије. Највећи градијент јона у свим живим ћелијама је карактеристичан за калцијум. При чему је концентрација јона калцијума у ванћелијском флуиду милимоларног реда (10 М), а у цитосолу је 10.000 пута мања и реда је 10 М. Овај велики концентрациони градијент се одржава пасивним непропуштањем калцијума кроз плазма мембрану и његовим активним избацивањем из ћелије, уз истовремено преузимање овог јона од стране митохондрија и ендоплазматичног ретикулума. На великом броју модела је показано да хипоксија изазива нарушавање калцијумовог градијента и његову унутарћелијску акумулацију
Међутим, и данас постоји дилема око начина повећања унутарћелијског слободног калцијума у стањима хипоксије, тако да могуће начине представљају:
- Повећање инфлукса калцијума због отварања волтажно зависних калцијумских канала (деполаризација) и агонист-оперативних калцијумских канала (ослобађање ексцитаторних аминокиселина).[19][20]
- Смањење рефлукса калцијума услед инхибиције АТП-зависног испумпавања из ћелије.[17]
- Смањено преузимање од стране митохондрија и ендоплазматичног ретикулума и то нарочито због промене митохондријског мембранског потенцијала.[21][22][23] Акумулација веома активног, слободног цитосолног калцијума може допринети морфо-физиолошким трансформацијама које воде ћелију у смрт након изражене хипоксије.[24]

У стањима хипоксије нарушена је и равнотежа других јона, као што су K+, Na+ и CI“. Хипоксија супримира проток калијума кроз ћелијску мембрану редукујући његов нето флукс, а такође и променом функције неколико типова К+ канала и то нарочито у нервним ћелијама. Хипоксија узрокује и повећање унутарћелијског натријума. Такође је у хипоксији транспорт CI“ електроген и одвија се преко CI-стимулисане аденозин трифосфатазе. Као последица нарушавања јонског еквилибријума после акутне хипоксије могуће је бубрење ћелија и појава отока у органима који су у великој мери зависни од аеробне продукције аденозин трифосфата, при чему је главни узрок непотпуна активност Na+, K+ - аденозин трифосфатазе. Познато је да у исхемичним условима акумулација натријума у ћелији узрокује интрацелуларно нагомилавање воде. У прилог томе говоре резултати хистолошких испитивања хепатоцита пацова после тровања KCN-ом (5 mg/kg) у којима су Аштон и сар. (1981) открили вакуолизиране митохондрије након 20 минута и микровакуолизацију што је типично за исхемичне ћелијске промене.

### Пероксидација мембранскихлипида
Пероксидација мембранских липида је слободним радикалима иницирана ланчана реакција која је самопропагирајућа у ћелијској мембрани. Као последица, изоловане оксидативне реакције могу имати дубоке ефекте на функцију ћелијске мембране. Производи липидне пероксидација се лако детектују у крвној плазми и користе се за мерење оксидативног стреса. Најчешће се одређује концетрација малоналдехида који настаје из липидних пероксида у процесу липидне пероксидација.

### Унакрсно повезивање мембранских протеина
Промена оксидоредукцијског стања ћелије у стању хипоксије, услед ацидозе и могуће продукције слободних радикала може да доведе унакрсног повезивање мембранских протеина образовањем дисулфидних (S-S) веза. Резултат тога је, агрегација мембранских протеина, при чему се мења активност јонских канала и других протеина ћелијске мембране. Образовањем мешаних дисулфида у реакцији са редукованим глутатионом (GSH) SH групе мембранских протеина такође могу бити модификоване у процесима који зависе од хидроксил радикала. Модификовани протеини мембране могу бити алтернатива липидној пероксидацији у механизму иреверзибилног оштећења ћелијске мембране у овим условима.

### Повећана разградња фосфолипида
Повећана количина слободног цитосолног калцијума у току хипоксији активира фосфолипазе (PLA2, PLC), што ствара могућност разлагање фосфолипида, што су и потврдили Јанг и сар. (1996) на нервним ћелијама (PC 12) након примене KCN-а у дози од 1,0-100 μМ.
Такође, у експериментима је показано да је смрт хепатоцита (ћелија јетре) у култури повезана са повећаним метаболизмом фосфолипида уз паралелну њену редукцију третманом са глицином, што је праћено смањењем метаболизма фосфолипида. Наведена повећана хидролиза фосфолипида може стимулисати пасивну неселективну пропустљивост ћелијске мембране.

### Продукција слободних радикала[г]
Акутну хипоксију, прати значајна продукција слободних радикала. Радикали су нормални састојци ћелија, а настају дејством молекула кисеоника на протеине ћелијске мембране. Слободни радикали су молекули или фрагменти молекула са неспареним електроном у спољној орбити што их чини врло реактивним, са високом тенденцијом покретања низа реакција које имају за последицу пероксидацију липидних мембрана и ДНК, и у коначним исходу тог процеса оштећење ћелије.
У физиолошким условима највећи до кисеоника (око 80%) у митохондријама ћелија редукује цитохром оксидаза (без стварања слободних радикала) до воде. Остатак од 10-20% улази у даље оксидо-редукционе реакције у цитоплазми и митохондрији којима настаје кисеонички супероксид анјон радикал (02-). Слободни радикали се ефикасно неутралишу низом ензиматских и неензиматских одбрамбених механизама који укључују каталазе, ендопероксидазе, дисмутазе, глутатион, холестерол, аскорбинску киселину и токоферол. Ови механизми делују као чистачи слободних радикала (енгл. scavengers).
У условима хипоксије (са последичном пермеабилитетном транзицијом митохондрија), стимулисаном нагомиланом арахидонском киселином, знатно се повећава непотпуна редукција кисеоника што доводи до настајање супероксидног анјона кисеоника (02-) у митохондријама. Из супероксидног анјона настају и други слободни кисеонички радикали. За време хипоксије стварају се и многи други, различити путеви, укључујући и међупродукте у синтези простагландина, у акцијама ензимске циклооксигеназе и липооксигеназе. Тако митохондрије у великој мери доприносе оксидативном стресу, тј. стању у којем је производња слободних кисеоничких радикала већа од њихове елиминације.
Ако хипоксија и даље траје, смањује се способност ћелија за самозаштиту, а ензимски чистачи (нпр супероксид дисмутаза и каталаза) могу бити савладани (преплављени) након што је подручје исхемије реперфузирано. Штавише, враћање крвног протока (реперфузија) у подручје исхемије на „нормалу“ потенцијално може деловати још штетније због дотока свежег кисеоника који је обично извор слободних радикала, који су главни узрок оштећења ендотела, повећане пермеабилности и едема након хипоксије.

### Реверзибилне и иреверзибилне промене
Све ове промене које су у вези са реверзибилним хипоксичним и исхемични ћелијским оштећењима ако су квалитативно или квантитативно одговарајуће могу изазвати иреверзибилна оштећења.
| „ | Све промене у хипоксији су реверзибилне уколико дође до благовремене реперфузије или реоксигенације. | ” |

Према тренутним сазнањима два феномена показују разлику између иреверзибилног и реверзибилног оштећења у случају хипоксије. Један од њих је неспособност реверзије (поновног успостављања) нормалне функције митохондрија, а други представља оштећења на нивоу ћелијских мембрана, (нарочито плазма мембране).
Према новијим налазима из литературе, и у једном и у другом случају, главне промене у условима хипоксије одвијају се на нивоу ћелијске мембране, а један од битних фактора оштећења мембране у овим условима су молекули са повећаном активношћу какви су на пример слободни радикали кисеоника и азота.
Када степен промена у иреверзибилној хипоксији достигне „тачку са које нема повратка“ (енгл. Point of no return), настаје каскада процеса који прогресивно воде у ћелијску смрт.

## Класификација хипоксије која се примењује у клиничкој пракси
Хипоксична хипоксија
Овај облик хипоксије означава све врсте хипоксије код којих до алвеола не стиже довољна количина кисеоника
Анемијска хипоксија
Анемијска хипоксија означава сва стања која су изазвана поремећајем транспорта кисеоника хемоглобином (због недовољних количина или хемијских оштећења структуре хемоглобина)
Застојна хипоксија
Позната и под називом стагнациона, циркулациона (исхемичка) хипоксија - означава хипоксична стања изазвана поремећајем циркулације која омета допремање кисеоника до ћелија и ткива. Иако је у артеријској крви присутна довољна количина кисеоника, циркулација је толико ослабљена да доводи до смањења перфузије у ткивима. У почетку исхемије оксигенација ткива се одржана захваљујући повећању степена дифузије кисеоника из крви, али због погоршања перфузије ткива то ускоро није довољно и развија се хипоксија ткива.
Узроци застојне хипоксије могу бити:
- општи—срчана инсуфицијенција, шок, различити облици периферне циркулационе инсуфицијенције
- локални—концентрација кисеоника нижа од 150

Хистотоксична (ткивна) хипоксија
Ова хипоксија означава хипоксична стања у којима и поред довољне количине кисеоника у организму, ткива и ћелије не могу да га користе због оштећења оксидационих ензима у ћелијама изазваних тровањем (цијанидима, угљен-моноксидом, распрезним отровима, неким анестетицима итд.) или недостатком витамина Б. Постаје манифестна у условима када кисеоник нормално долази до ткива, али токсични агенс ометају његово даље коришћење. Зато је код ове хипоксије у венској крви повишен садржај кисеоника, јер га ткива не искоришћавају.
Хипоксија због прекомерне потрошње кисеоника (физиолошка хипоксија)
Физиолошка хипоксија настаје због велике потрошње кисеоника при екстремном мишићном раду и може се јавити код спортиста и физичких радника.

## Остале поделе хипоксије
Према брзини настајања
Према брзини настајања, хипоксија може бити:
- Перакутна. Посебан облик перакутне хипоксије је експлозивна (декомпресиона) хипоксија, која настаје када се у времену мањем од 1 секунде парцијални притисак атмосферског ваздуха смањи на 100mm живиног стуба или мање, а срећемо је у ваздухопловству и космонаутици због нарушавања херметичности кабинског простора (експлозивна декомпресија) и у експерименталним условима на људима и животињама у двокоморним хипобаричним барокоморама.
- Акутна
- Постепена

| Висина у метрима | Задесна хипоксија | Експлоцивна декомпресија |
| ---------------- | ----------------- | ------------------------ |
| 6.706            | 10 мин            | 5 мин                    |
| 7.620            | 3 мин             | 2 мин                    |
| 10.644           | 75 сек            | 30 сек                   |
| 12190            | 30 сек            | 23 сек                   |
| 16.760           | 15 сек            | 15 сек                   |

Према дужини трајања
Према дужини трајања, хипоксија може бити:
- Стална (континуирана)
- Повремена (интермитентна), коју карактерише наизменично смењивање хипоксије са периодом нормалног снабдевања крви кисеоником (нормоксија)

## Дејство хипоксије на организам
Дејство хипоксије на организам зависи од брзине настанка, тежине и дужине трајања, а карактеришу је:
Поремећај менталне активности
Смањење менталне активности огледа се кроз слабо памћење, заборавност, успорен мисаони ток, поспаност, еуфорију, главобољу, мучнину, све до појаве трзаја, конвулзија и настанка коме.
Смањења радне способности
Смањење радне способности мускулатуре у хипоксији манифестује се успореним ходом, осећајем немоћи, ослабљеним и успореним рефлексима, лошом координацијом моторичких покрета акомодацијом ока.
Депреција центра за дисање
Депресија респираторног центра у хипоксији праћена је губитком свести, комом и у терминалној фази смртним исходом.

## Вазоконстрикција и вазодилатација
Вазодилатација
У већини ткива у организму, као реакција на хипоксију јавља се вазодилатација (проширење промера) крвних судова. Ширење крвних судова, омогућава ткивима прилив веће количине крви што донекле компензује хипоксију.
Вазоконстрикција
Насупрот томе, плућна циркулација одговора на хипоксију вазоконстрикцијом (сужењем промера) крвних судова. Ова појава је позната као „хипоксична плућна вазоконстрикција“ (ХПВ).